# Tirbi
Koordinaten: 58° 15′ N, 22° 39′ O
Tirbi ist ein Dorf (estnisch küla) auf der größten estnischen Insel Saaremaa. Es gehört zur Landgemeinde Saaremaa (bis 2017: Landgemeinde Pihtla) im Kreis Saare. Bis zur Neugründung der Landgemeinde Saaremaa hieß der Ort „Laheküla“ und wurde umbenannt, um sich von Laheküla zu unterscheiden, da beide nun in derselben Landgemeinde liegen.

## Einwohnerschaft und Lage
Das Dorf hat dreißig Einwohner (Stand 31. Dezember 2021).
Es liegt an der Westküste der Halbinsel Vätta (Vätta poolsaar), am Übergang auf die vorgelagerte halbinselförmige Landzunge Kastilaid.